# Platax
Platax es un género de peces actinopeterigios marinos, distribuidos por aguas del océano Índico y oeste del océano Pacífico.

## Especies
Existen cinco especies reconocidas en este género:
- Platax batavianus Cuvier, 1831
- Platax boersii Bleeker, 1853
- Platax orbicularis (Forsskål, 1775)
- Platax pinnatus (Linnaeus, 1758)
- Platax teira (Forsskål, 1775)

Además de cuatro especies fósiles:
- † Platax altissimus Agassiz 1842
- † Platax macropterygius Agassiz 1842
- † Platax papilio Agassiz 1842
- † Platax woodwardii Agassiz 1842